# Souye
Die Souye ist ein Fluss in Frankreich, der im Département Pyrénées-Atlantiques in der Region Nouvelle-Aquitaine verläuft. Sie entspringt unter dem Namen Gabas et Troumiu im Gemeindegebiet von Espoey, entwässert generell in nordwestlicher Richtung und mündet nach rund 25 Kilometern im Gemeindegebiet von Barinque als rechter Nebenfluss in den Luy de France.

## Orte am Fluss
(Reihenfolge in Fließrichtung)
- Espéchède
- Higuères-Souye
- Barinque